# John Edward Gray
John Edward Gray FRS  (n. 12 februarie 1800, Walsall, Anglia, Regatul Marii Britanii – d. 7 martie 1875, Londra, Regatul Unit al Marii Britanii și Irlandei) a fost un zoolog britanic. Era fratele mai mare al lui George Robert Gray și fiul botanistului Samuel Frederick Gray (1766–1828). A fost custode al zoologiei la British Museum din Londra din 1840 până în 1874. A publicat mai multe cataloage despre colecțiile muzeului care curpind descrierea unor noi specii de animale. 